# Peter Patton
Major Bethune Minet „Peter“ Patton (5. března 1876, Londýn – 1939, Tiverton, Devon) byl prezident Mezinárodní hokejové federace (IIHF) a bývalý britský hokejista. V roce 1924 byl na ZOH zapsán pro nedostatek brankářů do britské sestavy jako rezervní brankář, do hry však nezasáhl.